# Vida de un estudiante
Vida de un estudiante/Vida íntima de un estudiante (The Paper Chase) es una película de 1973 protagonizada por Timothy Bottoms, Lindsay Wagner y John Houseman y dirigida por James Bridges. Basada en la novela de John Jay Osborn, Jr., el filme cuenta la historia de Hart, un estudiante de derecho de Harvard, y sus experiencias con el severo profesor Charles Kingsfield (John Houseman), y con la hija de este, Susan, de quien se enamora. 

## Reparto
- Timothy Bottoms como James T. Hart
- Lindsay Wagner como Susan Field.
- John Houseman como Charles W. Kingsfield Jr.
- Graham Beckel como Franklin Ford III.
- James Naughton como Kevin Brooks.
- Edward Herrmann como Thomas Craig Anderson.
- Craig Richard Nelson como Willis Bell.
- Robert Lydiard como O'Connor (como Bob Lydiard).
- Lenny Baker como William Moss, Tutor.
- David Clennon como Toombs.
- Regina Baff como Asheley Brooks.
- Irma Hurley como Señora Weasal.
- Bill Moher como Philip.
- Blair Brown como Miss Farranti.
- Richard Whelan como Pruit.

## Argumento
Un estudiante serio y trabajador llamado James T. Hart (Timothy Bottoms) va a Harvard donde se encuentra a un tiránico, sarcástico y dominante profesor: Charles W. Kingsfield, Jr. (John Houseman), el chico decide vengarse convirtiéndose en el mejor alumno de la clase pero su relación se vuelve aún más compleja cuando el joven descubre que la chica en la que se ha fijado es la hija del profesor (Lindsay Wagner) además de que ella le brinda su ayuda para ser el mejor.

## Elenco
John Houseman fue elegido para interpretar el papel de Professor Kingsfield después que el director James Bridges intentara vanamente convencer a James Mason, Edward G. Robinson, Melvyn Douglas, John Gielgud y Paul Scofield. Aunque Houseman se había dedicado principalmente a la producción teatral y sus apariciones sobre el escenario fueron limitadas (un pequeño pero importante papel en Siete días de mayo, y su participación en el programa de radio dentro de la The Mercury Theatre of the Air en La guerra de los mundos junto a Orson Welles) su brillante actuación le permitió ganar el premio Oscar de 1973 como mejor actor de reparto.

## Premios

### Oscar 1973
| Categoría                       | Persona                       | Resultado  |
| ------------------------------- | ----------------------------- | ---------- |
| Óscar al mejor actor de reparto | John Houseman                 | Ganador    |
| Óscar al mejor guion adaptado   | James Bridges                 | Candidato  |
| Óscar al mejor sonido           | Donald Mitchell Lawrence Jost | Candidatos |